# Judith Van Santen
Judith Van Santen is een personage uit de Vlaamse soap Thuis en wordt gespeeld door Katrien De Ruysscher sinds 2012.

## Biografie
Judith Van Santen was getrouwd met piloot Kurt Van Damme. Samen hebben ze twee kinderen: Stan en Emma. Ze hebben lange tijd in Australië gewoond, maar zijn nu teruggekeerd. Judith start als arts in de praktijk van Ann De Decker nadat Geert Smeekens te kennen heeft gegeven de praktijk te verlaten nu hij heeft ontdekt dat zijn vrouw Marianne Bastiaens hem bedrogen heeft met David Magiels.
Judith koopt de loft van Femke De Grote en trekt er met haar kinderen, die om de week naar hun vader gaan, in. Ze valt al snel voor de charmes van Tom De Decker, maar wil niets meer met hem te maken hebben nadat ze verneemt dat Tom een rokkenjager is die al meerdere simultane relaties heeft gehad. Uiteindelijk kan Tom haar overhalen en starten ze toch een relatie.
Emma wil gitaar leren en Judith stelt Jens De Belder aan als leraar. Na een les zegt een hysterische Emma tegen haar moeder dat ze Jens nooit meer wil zien omdat er iets vreselijks is gebeurd. Judith beschuldigt Jens daarop ten onrechte van pedofilie. Ze schakelt de politie in, hoewel Emma dat niet wil. Na een onderzoek geeft Emma uiteindelijk toe dat zij kalverliefde had voor Jens en dat hij haar had afgewezen wegens het leeftijdsverschil. Omwille van de overdreven reactie van Judith wil Emma haar moeder niet langer zien en trekt ze in bij haar vader. Nadat Kurt komt te sterven door verdrinking is ze noodgedwongen terug te keren naar haar moeder.
Enige tijd later wordt Emma toch ontvoerd door een pedofiel, dewelke uiteindelijk politieman Danny blijkt te zijn. Na haar bevrijding komt de band tussen Emma en Judith terug goed. Samen besluiten ze om voor enkele maanden terug te verhuizen naar Australië. Tom en Stan blijven in België.
Na haar terugkomst tracht Toon Vrancken Judith te verleiden, maar zij wijst hem uiteindelijk af. Tom stelt voor om te trouwen, maar Judith ziet dat niet zitten. Vervolgens stelt hij voor om een wettelijke adoptievader te worden van Emma en Stan, maar zij weigeren omdat zij hun overleden vader als "enige echte vader" aanzien.
Toms moeder, Marianne Bastiaens, trouwt in het geheim met haar nieuwe liefde William Degreef wat Marianne niet weet is dat hij eigenlijk een psychopaat is. Ook Geert Smeekens blijkt plots getrouwd te zijn met Hélène Symons, de moeder van Kurt Van Damme. Tom en Judith wantrouwen dit. Enige tijd na de moord op Geert Smeekens biecht Hélène uiteindelijk op dat zij de dader is en samenspande met William. Het was de bedoeling dat zij de erfenis van Geert zou opstrijken. Marianne zou in Toscane "een ongeluk" krijgen waardoor William haar erfenis kreeg. William en Hélène zouden dan hun relatie herstarten en met de noorderzon vertrekken. Echter heeft Hélène besloten om dit plan volledig te laten vallen en ze wil er alles aan doen om William in de gevangenis te krijgen. Ze tracht Tom aan haar kant te krijgen waardoor deze obsessief gedrag begint te vertonen en overal complotten ziet, opgericht door William. Hierdoor wordt de relatie tussen Judith en Tom erg gespannen. Nadat Tom en Ann hun moeder nogmaals doen trachten in te zien dat William gevaarlijk is, verkoopt Marianne prompt haar huis. Dit wordt gekocht door Tom en hij trekt er samen met Judith, Emma en Stan in. Ook Hélène, die op borgtocht vrij is, trekt in. De dokterspraktijk blijft er gehuisvest. De loft van Judith wordt verkocht aan Ann en Mayra Magiels.
Uiteindelijk kan Judith Tom overtuigen om William niet langer te viseren en lijkt hun relatie terug goed te komen, doch hij blijft dit stiekem doen.  Nadat Marianne tijdens het feestje ter gelegenheid van haar zeventigste verjaardag William confronteert met een revolver, waarvan hij beweerde deze eerder te hadden ingeleverd bij de politie, bekent ze hem niet meer te vertrouwen en van hem te willen scheiden. Marianne krijgt niet veel later een hartinfarct en wordt overgebracht naar het ziekenhuis. Daar tracht William zowel haar als Tom te vermoorden. Judith komt net op tijd binnen en kan beiden met hulp van het ziekenhuispersoneel reanimeren.
Judith spreekt met Toon af in zijn appartement om te gaan joggen. Toon, die met zichzelf in de knoop zit omdat hij seks had met de transgender Kaat Bomans, tracht Judith te verkrachten.
Judith wordt door Tom ten huwelijk gevraagd. Jessica, de veel jongere nieuwe vriendin van Ann, is door Tom en Marianne niet uitgenodigd op het trouwfeest. Wanneer de gasten op het avondfeest beginnen te arriveren, blijkt dat Karin Baert is uitgenodigd. Een gechoqueerde Ann gaat naar het bruidskoppel en verwijt hen dat Jessica niet is uitgenodigd, terwijl Karin, waarmee Tom Judith al maanden bedriegt (wat effectief zo is), wel mag komen. Judith rijdt daarna met de wagen weg. Ze scheidt niet veel later van Tom en krijgt een relatie met Jacques Pieters, maar deze loopt op de klippen. Daarna heeft ze enkele onenightstands met haar boksleraar maar deze wordt opgepakt wegens moord. Nadien heeft ze dan weer seks met de stagebegeleider van haar dochter Emma. Later leert ze Dries Van Aken kennen een advocaat in opleiding, ze heeft enkele keren seks met hem en uiteindelijk krijgen ze een vaste relatie.
Judith is er nog steeds het hart van in dat haar zoon Stan op missie naar Mali wil vertrekken. Het helpt zeker niet dat ook dochter Emma naar Peru wil trekken. Daarbovenop krijgt ze ook een fikse ruzie met haar zus. Later krijgt ze een oproep van een patiënte en trekt ze op huisbezoek. Wat ze niet weet is dat deze vrouw kort na de oproep vermoord is door haar ex Jacques, die intussen veranderd is in een gevaarlijke psychopaat. Eens op locatie aangekomen staat ze oog in oog met een gewonde Jacques, gewapend met een groot keukenmes. Judith beleefd angstige momenten en haar familie maken zich grote zorgen. Uiteindelijk lukte Judith om Thilly een mail te sturen met het adres waar ze zich bevindt. Thilly gaat er samen met Waldek ernaar toe en verwittigen politie. Ze vinden Judith en op het moment dat ze haar in veiligheid wou brengen kwam Jacques weer. Hij probeert hun dood te schieten, maar nadat Thilly een kogel die voor Waldek was bestemd had opgevangen, wordt Jacques doodgeschoten door Tim. Daarmee is de nachtmerrie waar Judith in zit voorbij en werd ze herenigd met haar kinderen.
Nu haar kinderen het huis uit zijn gegaan wil Judith haar leven gaan veranderen. Ze besluit om Spoedarts te worden en ze verkoopt haar huis en dokterspraktijk aan Tim en Sam. Judith besluit om samen met Thilly in het appartement boven Bar Madam te wonen. Haar carrière als Spoedarts loopt niet helemaal soepel. Ze verliest namelijk 2 patiënten in korte tijd, haar goede vriendin Tania en rechtenstudent Robberecht. De ouders van Robberecht klagen Judith vervolgens aan omdat volgens hen niet alles heeft gedaan om hem te redden. Er volgt een rechtszaak die Judith met hulp van haar vriend en advocaat Dries wint. 
Haar relatie met Dries loopt op rolletjes en ze besluiten om samen het huis te bouwen. Wegens drukte is voornamelijk Judith die met de bouw bezig hield. Maar het liefdesgeluk kreeg een deuk als blijkt Dries opbiecht vreemd te zijn gegaan met zijn jongere collega Silke. Ze zijn tijdje uit elkaar gegaan, maar uiteindelijk heeft Judith na lang twijfelen besloten om hem een tweede kans te geven. 
Omdat Judith het druk heeft op haar werk hadden ze afgesproken dat Dries zich mocht uitleven op Fansonly. Uiteindelijk komt Judith erachter de één van de vrouwen met wie Dries contact heeft op Fansonly haar dochter Emma is. Judith is hier kapot van en de relatie tussen haar en Dries is dan ook definitief gedaan. Emma is inmiddels teruggekeerd van haar wereldreis en Judith heeft het moeilijk met het werk van haar dochter. Wanneer blijkt dat Emma gestopt is op Fansonly is hun band weer als vanouds. 
In deze moeilijke periode kreeg ze veel steun van Tom. Waardoor ze weer de liefde voor elkaar voelen en besluiten een nieuwe relatie te beginnen tot grote vreugde van Toms moeder Marianne. 
Ze kwam via via erachter dat haar goede vriend Bob terminaal is. Ze steunt hem, maar de schok is groot dat ze erachter is gekomen dat Bob gelogen heeft. Ze kwam dit erachter door in zijn dossier te kijken terwijl dat niet mag als niet behandelende arts. Bob heeft Karin de opdracht gegeven om Judith aan te klagen wegens schending. Ze werd vervolgens vrijgesproken door de rechter omdat ze naar eer en geweten heeft gehandeld en wegens een dreigende situatie juist heeft gehandeld door na de feiten de procureur op de hoogte te stellen.  
Relatie met Tom verloopt goed dat ze snel zijn gaan samenwonen. Eerst in een huurhuis en later in het huis die Tom heeft laten bouwen. Ze steunt hem met het proces van zijn moeder en Robin die flink begon te puberen. Maar dan raakt ze onverwacht zwanger en besluit vanwege de risico's die een zwangerschap op latere leeftijd met zich meebrengt om abortus te ondergaan. Hoewel Tom eerst niet achterstond steunt hij haar volledig. Ook kan Judith steun rekenen van Emma en Anna.   

## Trivia
- Katrien De Ruysscher speelde in 2006 de kortstondige rol van Nele, een drugsverslaafde die afkickte in dezelfde instelling als waar Sofie Bastiaens verbleef.
- Katrien De Ruysscher kwam zelf met de verhaallijn omtrent de oudermishandeling en zwangerschap op latere leeftijd.